# Wilhelm Oxenius

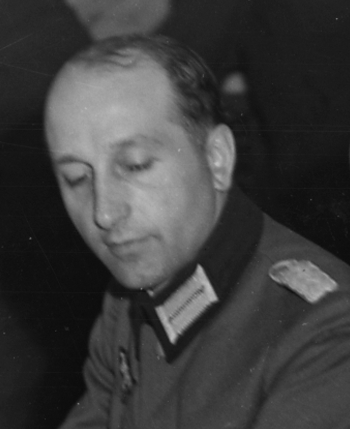
Major Wilhelm Oxenius.

Wilhelm Oxenius, född 9 september 1912 i Kassel, Tyskland, död 13 augusti 1979, var en tysk major inom Nazitysklands armé. 
Oxenius deltog tillsammans med generalöverste Alfred Jodl och generalamiral Hans-Georg von Friedeburg i den tyska delegationen när Jodl undertecknade Tysklands villkorslösa kapitulation den 7 maj 1945 i Reims.
Från den 10 maj 1945 till den 3 januari 1948 var Oxenius krigsfånge.